# Девід Рейнольдс Ігнатіус
Девід Рейнольдс Ігнатіус (нар. 26 травня 1950) — американський журналіст і романіст. Він є заступником редактора та колумністом газети The Washington Post. Він написав одинадцять романів, зокрема «Сукупність брехні», екранізовану режисером Рідлі Скоттом. Він колишній ад'юнкт-лектор Школи управління Кеннеді при Гарвардському університеті та старший науковий співробітник Програми майбутнього дипломатії з 2017 по 2022 рік.

## Життєпис
Він навчався в Гарвардському університеті, який закінчив у 1973 році, а потім у Кінгс-коледжі Кембриджського університету, який закінчив зі ступенем з економіки у 1975 році.
Будучи журналістом, він працював у численних американських газетах та журналах, зокрема у Washington Monthly, The New York Times Magazine, The Atlantic Monthly, Foreign Affairs, The New Republic, The Wall Street Journal, The Washington Post, International Herald Tribune, The Daily Star та The Harvard Crimson, висвітлюючи розділи «Дипломатія» та «Близький Схід».
У 1987 році він опублікував свій перший шпигунський роман «Агенти невинності». У 1991 році — Кодове ім'я Сіро (Siro), у 1995 році — Банк страху (The Bank of Fear), у 1997 році — Саркастична операція (A Firing Offense), у 2000 році — Магнат (The Sun King). Для Клода Мепледа «всі ці праці міцно побудовані, дуже добре задокументовані, приємні для читання та часом призводять до вражаючих відкриттів».

## Інтернет-ресурси
- Офіційний сайт
- Column archive at The Washington Post
- Column archive at The Daily Star
- Column archive at The Harvard Crimson